# Dulcicleide Amorim
Maria Dulcicleide Macedo Coelho Amorim (Petrolina, 14 de outubro de 1973) é uma professora e política brasileira, Atualmente Sem Partido ,é deputada estadual pelo Pernambuco.
Formada em Geografia pela Faculdade de Formação de Professores de Petrolina. É professora da Rede Pública de Ensino de Pernambuco. Foi primeira-dama de Petrolina entre 2006 e 2008, período em que seu esposo, Odacy Amorim de Souza, chefiou o executivo municipal. 